# Гасдрубал Боэтарх
Гасдрубал Боэтарх (II век до н. э.) — карфагенский полководец, руководитель обороны Карфагена во время Третьей Пунической войны.
О Гасдрубале известно мало. В 152 году до н. э. он потерпел поражение от нумидийского царя Масиниссы, что послужило для римлян предлогом к объявлению войны. Карфаген был осаждён римской армией и в 146 году до н. э. взят штурмом. Согласно Полибию, жена и два сына Гасдрубала бросились в горящий храм. Сам Гасдрубал сдался римлянам и был отправлен в Рим, где прошёл в триумфе Сципиона Эмилиана. После этого жил в качестве почётного пленника на одной из вилл Италии.